# Alicia Rhodes
Alicia Rhodes (Mánchester, 8 de septiembre de 1978) es una actriz pornográfica inglesa, que reside y trabaja actualmente en los Estados Unidos.

## Biografía
Su fama se debe principalmente, a su pasión por el sexo anal, el sexo interracial, extremas dobles penetraciones (a menudo con múltiples compañeros simultáneamente) y su busto naturalmente grande. En los inicios de su carrera apareció en escenas de bukkake (en las Producciones de Candy Caine British Bukkake Babes). Es conocida también por su uso de lenguaje vulgar mientras se encuentra en actos de sexo, a menudo incitando a artistas masculinos y pidiendo que abusen de ella. Cuando Rhodes era niña, idolatró a las Chicas de la Página Tres tales como Samantha Fox y soñó con tener senos grandes. Ha posado para la revista Hustler.  
Antes de entrar al negocio de la pornografía, Rhodes era peluquera y enseñaba peluquería en una escuela de belleza.

## Premios
| Ceremonia     | Año  | Resultado | Categoría                                      | Trabajo                          |
| ------------- | ---- | --------- | ---------------------------------------------- | -------------------------------- |
| Premios XRCO  | 2003 | Nominada  | Mejor Escena de Sexo en Pareja.                | Interracial Lust 1.              |
| Premios XRCO  | 2003 | Nominada  | Mejor Escena de Sexo en Grupo.                 | Seven the Hard Way 2.            |
| Premios XRCO  | 2003 | Nominada  | Superputa.                                     | Superputa.                       |
| BGAFD         | 2004 | Ganadora  | Mejor Escena Femenina.                         | —                                |
| Premios Ninfa | 2005 | Nominada  | Mejor Escena Original de Sexo.                 | Serial Fucker 6.                 |
| Premios Ninfa | 2005 | Nominada  | Mejor actriz.                                  | Cabaret Bizarre.                 |
| Premios AVN   | 2004 | Nominada  | Actriz Extranjera del Año.                     | Actriz Extranjera del Año.       |
| Premios AVN   | 2004 | Nominada  | Mejor Escena de Sexo en Grupo, Video.          | 7 The Hard Way 2.                |
| Premios AVN   | 2005 | Nominada  | Actriz del año.                                | Actriz del año.                  |
| Premios AVN   | 2005 | Nominada  | Mejor Escena de Sexo Anal.                     | Tails of Perversity 11.          |
| Premios AVN   | 2006 | Nominada  | Mejor Actriz Extranjera del Año.               | Mejor Actriz Extranjera del Año. |
| Premios AVN   | 2006 | Nominada  | Mejor Escena de Sexo del Año, Video.           | Big Gulps.                       |
| Premios AVN   | 2006 | Nominada  | Mejor Escena de Sexo en Producción Extranjera. | Cabaret Bizarre.                 |
| Premios AVN   | 2006 | Nominada  | Mejor Escena de Sexo en Producción Extranjera. | Cum Swappers 2.                  |